# Ranunculus calvescens
Ranunculus calvescens är en ranunkelväxtart som först beskrevs av H. Sm., Fagerstr. och Kvist, och fick sitt nu gällande namn av S. Ericsson. Ranunculus calvescens ingår i släktet ranunkler, och familjen ranunkelväxter. Inga underarter finns listade i Catalogue of Life.